# Ighoud
Ighoud (franska: Ighoud (CR), Ighoud (Commune Rurale), arabiska: اسبيعات) är en kommun i Marocko.   Den ligger i provinsen Youssoufia och regionen Marrakech-Safi, 300 km sydväst om huvudstaden Rabat. Antalet invånare är 20 240.